# Cantó de Bayeux
El cantó de Bayeux és un cantó del departament francès de Calvados a la regió de Normandia. Té com a cap Bayeux que alhora també és la sosprefectura del seu districte.

## Municipis
- Agy
- Arganchy
- Barbeville
- Bayeux
- Cottun
- Cussy
- Guéron
- Monceaux-en-Bessin
- Nonant
- Ranchy
- Saint-Loup-Hors
- Saint-Martin-des-Entrées
- Saint-Vigor-le-Grand
- Subles
- Sully
- Vaucelles

## Història
| Data d'elecció                           | Identitat          | Partit                        | Qualitat |
| ---------------------------------------- | ------------------ | ----------------------------- | -------- |
| 1949-1973                                | Henry Jeanne       | UNR, després divers droite    |          |
| 1973-1979                                | Jean Le Carpentier | Divers droite, després UDF-PR |          |
| 1979-1985                                | Charles Bail       | PS                            |          |
| 1985-1998                                | Jean Le Carpentier | RPR                           |          |
| 1998-                                    | Jean-Léonce Dupont | UDF, després NC               |          |
| les dades anteriors no són pas conegudes |                    |                               |          |
|                                          |                    |                               |          |

## Demografia
| A partir de 1990 : Població sense dobles comptes |